# Jovská přehrada
Jovská přehrada (rusky Иовское водохранилище) je přehradní nádrž na území Murmanské oblasti a Karelské republiky v Rusku. Má rozlohu 294 km². Je 58 km dlouhá a maximálně 10 km široké. Průměrná hloubka je 7 m. Má objem 2,06 km³.

## Vodní režim
Nádrž za přehradní hrází na řece Jově v povodí Kovdy byla naplněna v letech 1960-61. Skládá se z jezerních (Sušozero, Rugozero, Sokolozero) a říčních úseků. Úroveň hladiny kolísá v rozsahu 2 m. Reguluje sezónní kolísání průtoku.

## Využití
Využívá se pro energetiku, splavování dřeva a zásobování vodou. Je zde rozvinuté rybářství (síhové malí i severní, pstruzi, lipani, štiky, korušky).